# Vale de Anta
Vale de Anta is een plaats (freguesia) in de Portugese gemeente Chaves en telt 1 200 inwoners (2001).